# Gagrellula gertschi
Gagrellula gertschi is een hooiwagen uit de familie Sclerosomatidae.